# Mansoer Isajev
Mansoer Isajev (Russisch: Мансу́р Мустафа́евич Иса́ев) (Buynaksk, 23 september 1986) is een Russische judoka. Hij nam eenmaal deel aan de Olympische Spelen en won bij die gelegenheid een gouden medaille.
In 2006 werd Isajev Russisch kampioen neo-senioren in de klasse tot 66 kg. Zijn eerste internationale succes behaalde hij in 2008 door bij de Europese kampioenschappen voor neo-senioren goud te winnen in de klasse tot 77 kg. Twee jaar later won hij goud bij de Europese kampioenschappen voor clubs in de klasse tot 77 kg.
Op 25-jarige leeftijd maakte hij zijn olympisch debuut op de Olympische Zomerspelen 2012 in Londen. Hij vertegenwoordigde Rusland in de klasse tot 73 kg. Hier drong hij door tot de finale waar hij het moest opnemen tegen de Japanner Riki Nakaya. Hij versloeg hiem en won hiermee Rusland's tweede gouden medaille deze spelen nadat de judoka Arsen Galstjan en paar dagen eerder ook goud had gewonnen. 
Isajev is aangesloten bij Javara Neva in Sint Petersburg. Hij studeert economie aan de Dagestan State University in Makhachkala.

## Titels
- Olympisch kampioen judo klasse tot 73 kg - 2012
- Europees kampioen judo voor neo-senioren klasse tot 77 kg - 2008
- Europees kampioen judo voor clubs klasse tot 73 kg - 2010

## Erelijst

### OS
- 2012:  Londen

### WK
- 2009:  Rotterdam
- 2010: 5e Tokio
- 2011: 7e Parijs

### EK
- 2008:  Zagreb (U23)
- 2009: 5e Tbilisi
- 2010:  Wenen (landen wedstrijd)
- 2010:  Cheboksary (voor clubs)
- 2012: 7e Chelyabinsk

1964: Takehide Nakatani ·
1972: Takao Kawaguchi ·
1976: Héctor Rodríquez ·
1980: Ezio Gamba ·
1984: Ahn Byeong-keun ·
1988: Marc Alexandre ·
1992: Toshihiko Koga ·
1996: Kenzo Nakamura ·
2000: Giuseppe Maddaloni ·
2004: Lee Won-hee ·
2008: Elnur Mammadli · 
2012: Mansoer Isajev · 
2016: Shohei Ono · 
2020: Shohei Ono · 
2024: Hidayet Heydarov